# Kita-ku (Saitama)

Position de l'arrondissement de Kita dans la ville de Saitama.

Pour les articles homonymes, voir Kita-ku.
Kita (北区, Kita-ku) est un arrondissement de la ville de Saitama, située dans la préfecture de Saitama, au Japon.

## Géographie

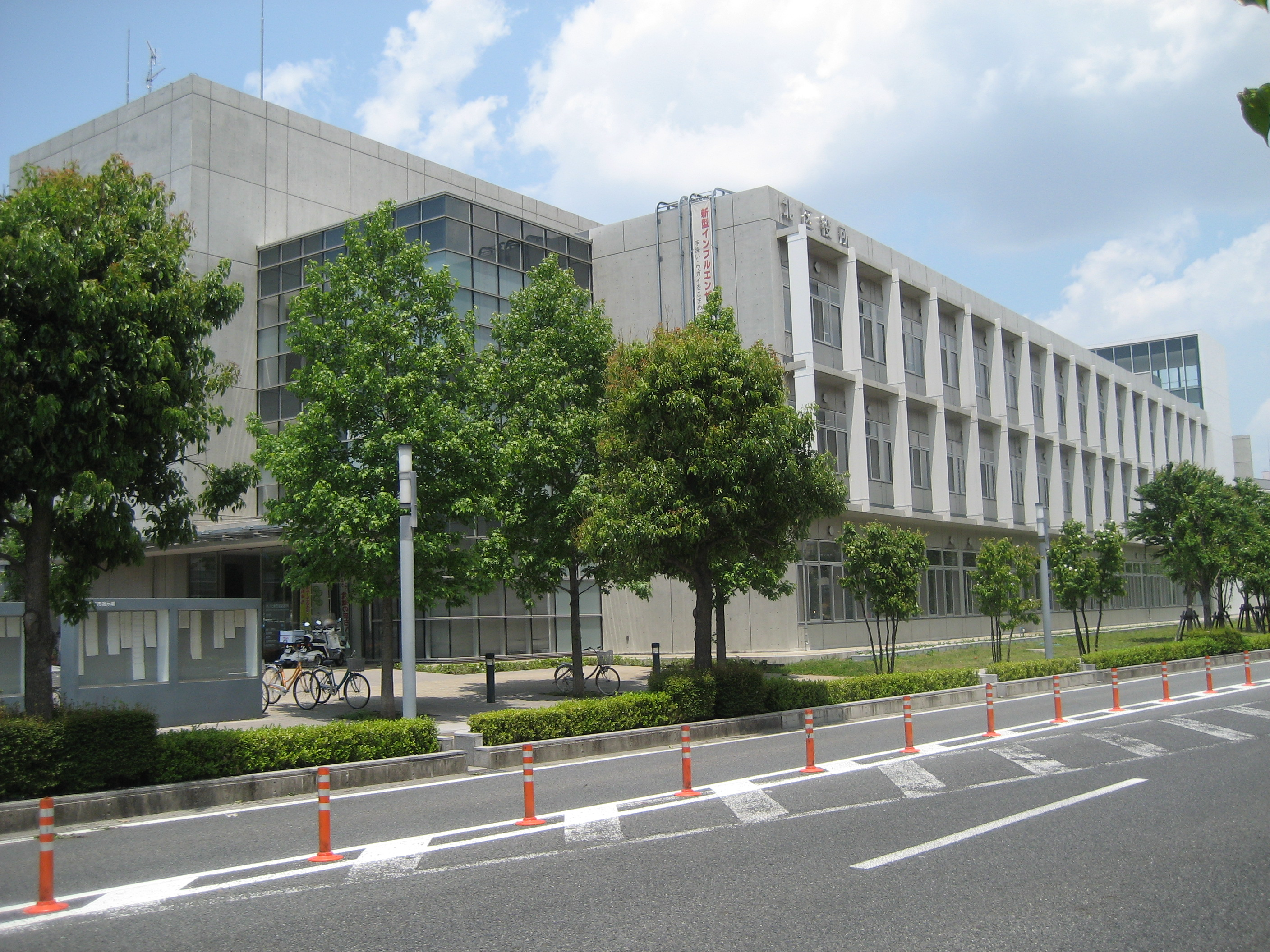
Mairie de l'arrondissement de Kita.

### Situation
Kita-ku est situé dans le nord de la ville de Saitama, dans la préfecture de Saitama, au Japon.

### Démographie
Au 1er avril 2017, la population de Kita-ku comptait 146 209 habitants (11,4 % de la population de la ville de Saitama) répartis sur une superficie de 16,86 km2.

## Histoire
L'arrondissement a été créé en 2003 lorsque Saitama est devenue une ville désignée par ordonnance gouvernementale. Avant 2001, le territoire occupé par Kita-ku faisait partie de l'ancienne ville d'Ōmiya.

## Transports
L'arrondissement est desservi par plusieurs lignes ferroviaires :
- lignes Kawagoe, Takasaki et Utsunomiya de la JR East ;
- New Shuttle.

## Culture locale et patrimoine

### Village du bonsaï d'Ōmiya
Fondé en 1925, le village du bonsaï d'Ōmiya est un quartier de Kita-ku. Il regroupe des pépinières spécialisées dans la culture du bonsaï,.

### Musée d'art du bonsaï d'Ōmiya
Ouvert, depuis fin mars 2010, dans le village du bonsaï d'Ōmiya, le musée d'art du bonsaï d'Ōmiya est la première institution publique japonaise consacrée à l'art du bonsaï,,.